# 22874 Хайдіфелпс
22874 Хайдіфелпс (22874 Haydeephelps) — астероїд головного поясу, відкритий 8 вересня 1999 року.
Тіссеранів параметр щодо Юпітера — 3,598.